# Festival de Cannes 2019
Le Festival de Cannes 2019, 72e édition, s'est déroulé du 14 au 25 mai 2019 au Palais des festivals, à Cannes. Les cérémonies d'ouverture et de clôture ont été diffusées en direct et en clair par Canal+. Alejandro González Iñárritu était président du Jury, et Édouard Baer, le maître de cérémonie pour la quatrième fois et la deuxième année consécutive.

## Déroulement

### Préparation
Le 9 juillet 2018, les dates du prochain Festival de Cannes ont été dévoilées. Ce sera du 14 au 25 mai 2019 ; le festival conserve la nouvelle organisation mise en place l'année précédente avec le démarrage un mardi et la clôture le samedi. D'autant que le dimanche 26 mai sera marqué par les élections européennes.
La polémique est relancée au sujet de la sélection des films Netflix au festival, du fait que le service ne respecte pas la chronologie des médias, ce qui valut le boycott du festival, notamment du grand succès de 2018, Roma (qui a reçu le Lion d'or lors du Festival de Venise 2018). Une proposition est de nouveau formulée au sujet du retour à la compétition.
En février 2019, le réalisateur Alejandro González Iñárritu est choisi pour être président du jury ; il succède à Cate Blanchett. En 2006, son film Babel remporte le prix de la mise en scène et en 2010, son film Biutiful vaut à Javier Bardem le prix d'interprétation masculine.
Le 18 mars 2019, le magazine américain Variety révèle qu'il n'y aura aucun film de Netflix présenté à Cannes cette année pour la deuxième année consécutive. La raison donnée est qu'aucun long-métrage ne sera prêt à temps pour le mois de mai.
Le 26 mars 2019, il est annoncé que l'actrice et réalisatrice libanaise Nadine Labaki sera la présidente du jury Un certain regard. Elle fut auparavant membre de ce même jury en 2015 sous la présidence d'Isabella Rossellini. Le même jour, la date de la conférence de presse annonçant la sélection officielle est dévoilée : ce sera le 18 avril 2019.
Le 28 mars 2019, il est annoncé que le réalisateur américain John Carpenter recevra le Carrosse d'or de la Quinzaine des réalisateurs.
Le 4 avril 2019, il est annoncé que Le Daim de Quentin Dupieux avec Jean Dujardin, sera le film d'ouverture de la Quinzaine des réalisateurs.
Le 4 avril 2019, il est annoncé que la réalisatrice française Claire Denis présidera le jury de la Cinéfondation et des courts-métrages. Elle fut auparavant membre du même jury en 2000 sous la présidence des frères Dardenne.
Le 8 avril 2019, il est annoncé qu'Édouard Baer sera pour la 4e fois maître des cérémonies d'ouverture et de clôture. Il a déjà eu cette fonction en 2008, 2009 et 2018.
Le 9 avril 2019, il est annoncé de le réalisateur colombien Ciro Guerra présidera le jury de la Semaine de la critique.
Le 10 avril 2019, il est annoncé que le nouveau film de Jim Jarmusch, The Dead Don't Die, fera l'ouverture du Festival, en compétition officielle. Le film sortira en salles simultanément à la première mondiale du film, le 14 mai 2019, en France.
Le 15 avril 2019, l'affiche du Festival de Cannes 2019 est dévoilée. Il s'agit d'une photo d'Agnès Varda (morte le 29 mars dernier) sur le dos d'un technicien sur le plateau du film La Pointe courte en 1954.
Le 17 avril 2019, la veille de la conférence de presse annonçant la sélection officielle, il est annoncé que l'acteur Alain Delon recevra une Palme d'honneur pour l'ensemble de sa carrière.
Le 18 avril 2019, la sélection officielle est dévoilée. Le même jour, il est annoncé que Virginie Ledoyen présidera le jury de la Queer Palm.
Le 22 avril 2019, la sélection de la Semaine de la critique est dévoilée.
Le 23 avril 2019, la sélection de la Quinzaine des réalisateurs est dévoilée,.
Le 26 avril 2019, la sélection Cannes Classics est dévoilée,
Concernant la sélection officielle, le 26 avril, RTL prétend que le film Mektoub, my love: intermezzo d’Abdellatif Kechiche serait dans la compétition, ce qui n’a pas encore été confirmé pour l’instant.
Le 29 avril 2019, le jury de la sélection officielle est annoncé dans son intégralité. Les actrices Elle Fanning et Maimouna N'Diaye, le dessinateur et réalisateur Enki Bilal, les réalisatrices Alice Rohrwacher et Kelly Reichardt et les réalisateurs Robin Campillo, Yorgos Lanthimos et Pawel Pawlikowski rejoignent le président du jury, le cinéaste mexicain Alejandro Gonzalez Inarritu.
Le 30 avril 2019, c'est le jury d'Un certain regard qui est dévoilé.
Le 2 mai 2019, Thierry Frémaux annonce deux films très attendus en compétition, Once Upon a Time… in Hollywood de Quentin Tarantino et Mektoub, my love: intermezzo d'Abdellatif Kechiche. Ils rejoignent la liste de réalisateurs lauréats de la Palme d'Or en compétition, aux côtés des frères Dardenne, de Ken Loach et de Terrence Malick.
Le 6 mai 2019, le film Hors normes d'Éric Toledano et Olivier Nakache est annoncé comme étant film de clôture, séance que le Festival de Cannes a décidé de renommer La Dernière séance par ailleurs, afin de renouer avec l'esprit évènementiel de séances de clôtures passées, telles celles de Thelma et Louise en 1991 ou encore E.T., l'extra-terrestre en 1982.
Le 7 mai 2019, il est annoncé que Rithy Panh présidera le jury de la Caméra d'or.
Ce sont les comédiens Charlotte Gainsbourg et Javier Bardem qui ouvriront le 72e Festival de Cannes. Tous deux ont joué dans un film d'Alejandro González Iñárritu, 21 grammes pour Gainsbourg , et Biutiful pour Bardem. Tous deux ont également été récompensés au Festival de Cannes avec le Prix d'interprétation féminine et masculine.

### Critiques
Le réalisateur Cyril Dion lance un appel au monde du cinéma à agir face à la crise environnementale et estime qu'il y a « sans doute énormément de progrès à faire sur l'organisation du festival pour la rendre plus écologique ». En effet, selon l'Association pour la défense de l'environnement et de la nature, les yachts et jets privés dans lesquels se déplacent de nombreuses personnalités génèrent une grande pollution. En outre, de grandes quantités de nourriture sont jetées.

## Jurys

### Compétition
| Nom | Nom                                             | Qualité                                             | Nationalité           |
| --- | ----------------------------------------------- | --------------------------------------------------- | --------------------- |
|     | Alejandro González Iñárritu (président du jury) | Réalisateur, scénariste et producteur               | Mexique / Espagne     |
|     | Enki Bilal                                      | Réalisateur, scénariste et auteur de bande dessinée | France / Serbie       |
|     | Robin Campillo                                  | Réalisateur, scénariste et monteur                  | France                |
|     | Elle Fanning                                    | Actrice                                             | États-Unis            |
|     | Yórgos Lánthimos                                | Réalisateur et dramaturge                           | Grèce                 |
|     | Maimouna N'Diaye                                | Actrice et réalisatrice                             | France / Burkina Faso |
|     | Paweł Pawlikowski                               | Réalisateur et scénariste                           | Pologne               |
|     | Kelly Reichardt                                 | Réalisatrice, scénariste et monteuse                | États-Unis            |
|     | Alice Rohrwacher                                | Réalisatrice                                        | Italie                |

### Caméra d'or
| Nom                            | Qualité                                  | Nationalité |
| ------------------------------ | ---------------------------------------- | ----------- |
| Rithy Panh (président du jury) | Réalisateur, scénariste et producteur    | Cambodge    |
| Alice Diop                     | Réalisatrice                             | France      |
| Benoît Delhomme                | Directeur de la photographie             | France      |
| Sandrine Marques               | Représentante du Syndicat de la Critique | France      |
| Nicolas Naegelen               | Ingénieur du son                         | France      |

### Un certain regard
| Nom                                | Qualité                             | Nationalité |
| ---------------------------------- | ----------------------------------- | ----------- |
| Nadine Labaki (présidente du jury) | Réalisatrice, actrice et scénariste | Liban       |
| Lisandro Alonso                    | Réalisateur et scénariste           | Argentine   |
| Lukas Dhont                        | Réalisateur et scénariste           | Belgique    |
| Marina Foïs                        | Actrice                             | France      |
| Nurhan Sekerci-Porst               | Productrice                         | Allemagne   |

### Cinéfondation et courts métrages
| Nom                               | Qualité                               | Nationalité         |
| --------------------------------- | ------------------------------------- | ------------------- |
| Claire Denis (présidente du jury) | Réalisatrice et scénariste            | France              |
| Eran Kolirin                      | Réalisateur et scénariste             | Israël              |
| Pános Koútras                     | Réalisateur et scénariste             | Grèce               |
| Stacy Martin                      | Actrice                               | France, Royaume-Uni |
| Cǎtǎlin Mitulescu                 | Réalisateur, scénariste et producteur | Roumanie            |

### Semaine de la critique
- Ciro Guerra (Président du jury), réalisateur, producteur et scénariste  Colombie
- Amira Casar, actrice  France  Royaume-Uni
- Marianne Slot, productrice  Danemark  France
- Djia Mambu, journaliste et critique  République démocratique du Congo
- Jonas Carpignano, réalisateur et scénariste  Italie

### L'Œil d'or
- Yolande Zauberman (Présidente du jury), réalisatrice  France
- Romane Bohringer, actrice et réalisatrice  France
- Éric Caravaca, acteur et réalisateur  France
- Ross McElwee, réalisateur, directeur de la photographie, producteur, monteur et scénariste  États-Unis
- Iván Giroud, directeur du Festival de La Havane  Cuba

### Queer Palm
- Virginie Ledoyen (Présidente du jury), actrice  France
- Claire Duguet, directrice de la photographie, réalisatrice, scénariste et productrice  France
- Kee Yoon Kim, actrice et humoriste  France
- Filipe Matzembacher, réalisateur, scénariste et producteur  Brésil
- Marcio Reolon, réalisateur, scénariste, producteur et acteur  Brésil

### Prix FIPRESCI
- Paulo Portugal (Président du jury)  Portugal
- Ann Lind Andersen  Danemark
- Gideon Kouts  France
- Alissa Simon  États-Unis
- Marie-Pauline Mollaret  France
- Niels Putman  Belgique
- Naama Rak  Israël
- Sadia Khalid  Bangladesh

## Sélections

### Sélection officielle

#### Compétition
La sélection officielle en compétition se compose de 21 films :
| Titre                                                                   | Réalisation                              | Distribution                                                                    | Pays         |
| ----------------------------------------------------------------------- | ---------------------------------------- | ------------------------------------------------------------------------------- | ------------ |
| The Dead Don't Die (film d'ouverture)                                   | Jim Jarmusch                             | Bill Murray, Adam Driver, Tilda Swinton, Chloë Sevigny, Tom Waits, Danny Glover | États-Unis   |
| Les Misérables (en compétition pour la Caméra d'or)                     | Ladj Ly                                  | Damien Bonnard, Alexis Manenti, Djebril Zonga                                   | France       |
| Bacurau (en compétition pour la Queer Palm)                             | Juliano Dornelles, Kleber Mendonça Filho | Udo Kier, Sônia Braga, Jonny Mars, Karine Teles                                 | Brésil       |
| Atlantique                                                              | Mati Diop                                | Mame Binta Same, Ibrahima Traoré, Amadou Mbow                                   | Sénégal      |
| Sorry We Missed You                                                     | Ken Loach                                | Kris Hitchen, Debbie Honeywood, Rhys Stone                                      | Royaume-Uni  |
| Little Joe                                                              | Jessica Hausner                          | Emily Beecham, Ben Whishaw, Lindsay Duncan, Kerry Fox                           | Autriche     |
| Douleur et Gloire (Dolor y gloria) (en compétition pour la Queer Palm)  | Pedro Almodóvar                          | Antonio Banderas, Penélope Cruz, Cecilia Roth, Leonardo Sbaraglia               | Espagne      |
| Le Lac aux oies sauvages (南方车站的聚会 - Nán Fāng Chē Zhàn De Jù Huì) | Diao Yi'nan                              | Liao Fan, Tang Wei, Kwai Lun-mei                                                | Chine        |
| Les Siffleurs (La Gomera)                                               | Corneliu Porumboiu                       | Vlad Ivanov, Catrinel Marlon, Rodica Lazar                                      | Roumanie     |
| Portrait de la jeune fille en feu (en compétition pour la Queer Palm)   | Céline Sciamma                           | Noémie Merlant, Adèle Haenel, Valeria Golino, Luàna Bajrami                     | France       |
| Une vie cachée (A Hidden Life)                                          | Terrence Malick                          | August Diehl, Valerie Pachner, Michael Nyqvist, Matthias Schoenaerts            | États-Unis   |
| Le Jeune Ahmed                                                          | Jean-Pierre et Luc Dardenne              | Idir Ben Addi, Olivier Bonnaud, Myriem Akheddiou                                | Belgique     |
| Frankie (en compétition pour la Queer Palm)                             | Ira Sachs                                | Isabelle Huppert, Brendan Gleeson, Marisa Tomei, Jérémie Renier, Greg Kinnear   | États-Unis   |
| Once Upon a Time… in Hollywood                                          | Quentin Tarantino                        | Leonardo DiCaprio, Brad Pitt, Margot Robbie, Al Pacino, Margaret Qualley        | États-Unis   |
| Parasite (기생충 - Gisaengchung)                                        | Bong Joon-ho                             | Song Kang-ho, Lee Sun-kyun, Choi Woo-sik                                        | Corée du Sud |
| Matthias et Maxime (en compétition pour la Queer Palm)                  | Xavier Dolan                             | Xavier Dolan, Gabriel D'Almeida Freitas, Pier-Luc Funk, Anne Dorval             | Canada       |
| Roubaix, une lumière (en compétition pour la Queer Palm)                | Arnaud Desplechin                        | Roschdy Zem, Léa Seydoux, Sara Forestier, Antoine Reinartz                      | France       |
| Le Traître (Il traditore)                                               | Marco Bellocchio                         | Pierfrancesco Favino, Luigi Lo Cascio, Maria Fernanda Cândido                   | Italie       |
| Mektoub, my love : intermezzo                                           | Abdellatif Kechiche                      | Shaïn Boumedine, Ophélie Bau, Salim Kechiouche, Alexia Chardard                 | France       |
| It Must Be Heaven                                                       | Elia Suleiman                            | Elia Suleiman, Gael García Bernal, Grégoire Colin                               | Palestine    |
| Sibyl                                                                   | Justine Triet                            | Virginie Efira, Adèle Exarchopoulos, Gaspard Ulliel, Niels Schneider            | France       |

#### Un certain regard
La section Un certain regard comprend 18 films :
| Titre | Réalisation                         | Pays       |
| --- | ----------------------------------- | ---------- |
| La Femme de mon frère (film d'ouverture, en compétition pour la Caméra d'or)                                            | Monia Chokri                        | Canada     |
| La Vie invisible d'Eurídice Gusmão (A Vida Invisível de Eurídice Gusmão)                                                | Karim Aïnouz                        | Brésil     |
| En terre de Crimée (Evge) (en compétition pour la Caméra d'or)                                                          | Nariman Aliev                       | Ukraine    |
| Une grande fille (Дылда) (en compétition pour la Queer Palm)                                                            | Kantemir Balagov                    | Russie     |
| Les Hirondelles de Kaboul                                                                                               | Zabou Breitman, Éléa Gobbé-Mévellec | France     |
| The Climb (en compétition pour la Caméra d'or)                                                                          | Michael Angelo Covino               | États-Unis |
| Jeanne | Bruno Dumont                        | France     |
| Chambre 212 | Christophe Honoré                   | France     |
| Viendra le feu (O que arde)                                                                                             | Oliver Laxe                         | Espagne    |
| Port Authority (en compétition pour la Caméra d'or et la Queer Palm)                                                    | Danielle Lessovitz                  | États-Unis |
| La Fameuse Invasion des ours en Sicile (La Famosa Invasione degli orsi in Sicilia) (en compétition pour la Caméra d'or) | Lorenzo Mattotti                    | Italie     |
| Papicha (en compétition pour la Caméra d'or)                                                                            | Mounia Meddour                      | Algérie    |
| Nina Wu (灼人秘密, Zhuó rén mìmì)                                                                                       | Midi Z                              | Taïwan     |
| Il était une fois dans l'Est (Однажды в Трубчевске - Odnazhdy v Troubchevske)                                           | Larissa Sadilova (ru)               | Russie     |
| Liberté (Personalien) (en compétition pour la Queer Palm)                                                               | Albert Serra                        | Espagne    |
| Bull (en compétition pour la Caméra d'or)                                                                               | Annie Silverstein                   | États-Unis |
| Adam (en compétition pour la Queer Palm)                                                                                | Maryam Touzani                      | Maroc      |
| Un été à Changsha (六欲天, Liù Yù Tiān) (en compétition pour la Caméra d'or)                                            | Zu Feng                             | Chine      |

#### Hors compétition
| Titre                                                   | Réalisation                    | Pays        |
| ------------------------------------------------------- | ------------------------------ | ----------- |
| La Belle Époque                                         | Nicolas Bedos                  | France      |
| Rocketman (en compétition pour la Queer Palm)           | Dexter Fletcher                | Royaume-Uni |
| Diego Maradona                                          | Asif Kapadia                   | Royaume-Uni |
| Les Plus Belles Années d'une vie                        | Claude Lelouch                 | France      |
| Too Old to Die Young : North of Hollywood, West of Hell | Nicolas Winding Refn           | États-Unis  |
| Hors normes (La Dernière séance / film de clôture)      | Éric Toledano, Olivier Nakache | France      |

#### Séances de minuit
| Titre                                       | Réalisation | Pays         |
| ------------------------------------------- | ----------- | ------------ |
| Le Gangster, le Flic et l'Assassin (악인전) | Lee Won-tae | Corée du Sud |
| Lux Æterna                                  | Gaspar Noé  | France       |

#### Séances spéciales
| Titre                                                  | Réalisation                    | Pays              |
| ------------------------------------------------------ | ------------------------------ | ----------------- |
| For Sama                                               | Waad Al Kateab et Edward Watts | Syrie Royaume-Uni |
| Share (en compétition pour la Caméra d'or)             | Pippa Bianco                   | États-Unis        |
| Être vivant et le savoir                               | Alain Cavalier                 | France            |
| La Glace en feu (Ice on fire)                          | Leila Conners                  | États-Unis        |
| Tommaso                                                | Abel Ferrara                   | États-Unis        |
| Chicuarotes                                            | Gael García Bernal             | Mexique           |
| La Cordillère des songes (La Cordillera de los sueños) | Patricio Guzmán                | Chili             |
| Family Romance, LLC                                    | Werner Herzog                  | Allemagne         |
| Ward 5B                                                | Dan Krauss                     | États-Unis        |
| Femmes d'Argentine (Que sea ley)                       | Juan Solanas                   | Argentine         |

#### Cinéfondation
| Titre                                                                                     | Réalisation          | École                                                | Pays         |
| ----------------------------------------------------------------------------------------- | -------------------- | ---------------------------------------------------- | ------------ |
| Ambience                                                                                  | Wisam Al Jafari      | Dar al-Kalima University College of Arts and Culture | Palestine    |
| Mano a mano                                                                               | Louise Courvoisier   | CinéFabrique                                         | France       |
| One Hundred and Twenty-Eight Thousand (Sto dvacet osm tisíc)                              | Ondřej Erban         | Académie du film de Prague                           | Tchéquie     |
| Jeremiah (en compétition pour la Queer Palm)                                              | Kenya Gillespie      | Université du Texas à Austin                         | États-Unis   |
| Pura Vida                                                                                 | Martin Gonda         | FTF VŠMU                                             | Slovaquie    |
| Adam                                                                                      | Shoki Lin            | Université de technologie de Nanyang                 | Singapour    |
| Rift (Netek)                                                                              | Yarden Lipshitz Louz | Sapir Academic College                               | Israël       |
| Solar Plexus                                                                              | David McShane        | NFTS                                                 | Royaume-Uni  |
| Rosso: A True Lie About a Fisherman (Rosso : La Vera Storia Falsa del Pescatore Clemente) | Antonio Messana      | La Femis                                             | France       |
| As Up to Now (Ahogy Eddig)                                                                | Katalin Moldovai     | Budapest Metropolitan University                     | Hongrie      |
| Favourites (Favoriten)                                                                    | Martin Monk          | Filmakademie Wien                                    | Autriche     |
| Roadkill                                                                                  | Leszek Mozga         | Université des arts de Londres                       | Royaume-Uni  |
| The Little Soul (Duszyczka)                                                               | Barbara Rupik        | École nationale de cinéma de Łódź                    | Pologne      |
| Hiếu                                                                                      | Richard Van          | CalArts                                              | États-Unis   |
| Bamboe                                                                                    | Flo Van Deuren       | RITCS                                                | Belgique     |
| Complex Subject (Slozhnopodchinennoe) (en compétition pour la Queer Palm)                 | Olesya Yakovleva     | Université d'État de Saint-Pétersbourg               | Russie       |
| Alien (Reonghee)                                                                          | Yeon Jegwang         | Université nationale des arts de Corée               | Corée du Sud |

#### Courts métrages
| Titre                                                                 | Réalisation                     | Pays                       |
| --------------------------------------------------------------------- | ------------------------------- | -------------------------- |
| The Van                                                               | Erenik Beqiri                   | Albanie France             |
| Anna                                                                  | Dekel Berenson                  | Ukraine Israël Royaume-Uni |
| Le Grand saut                                                         | Vanessa Dumont, Nicolas Davenel | France                     |
| La Distance entre le ciel et nous (en compétition pour la Queer Palm) | Vasílis Kekátos                 | Grèce France               |
| All Inclusive                                                         | Teemu Nikki                     | Finlande                   |
| Ingen Lyssnar                                                         | Elin Övergaard                  | Suède                      |
| L'Heure de l'ours                                                     | Agnès Patron                    | France                     |
| Parparim                                                              | Yona Rozenkier                  | Israël                     |
| Monstre Dieu (Monstruo Dios)                                          | Agustina San Martín             | Argentine                  |
| White Echo                                                            | Chloë Sevigny                   | États-Unis                 |
| La Siesta                                                             | Federico Luis Tacchella         | Argentine                  |

#### Cannes Classics

##### Fiction
| Titre                                             | Réalisation                      | Pays                   | Date |
| ------------------------------------------------- | -------------------------------- | ---------------------- | ---- |
| 125, rue Montmartre                               | Gilles Grangier                  | France                 | 1959 |
| L'Âge d'or                                        | Luis Buñuel                      | France                 | 1930 |
| Le Témoin (A tanú)                                | Péter Bacsó                      | Hongrie                | 1969 |
| Caméra d'Afrique                                  | Férid Boughedir                  | Tunisie France         | 1984 |
| Le ciel est à vous                                | Jean Grémillon                   | France                 | 1944 |
| Le Voleur de chevaux (Dao ma zei)                 | Tian Zhuangzhuang, Peicheng Pan  | Chine                  | 1986 |
| Easy Rider                                        | Dennis Hopper                    | États-Unis             | 1969 |
| Rambo (First Blood)                               | Ted Kotcheff                     | États-Unis             | 1982 |
| Le Serpent blanc (Hakuja den)                     | Taiji Yabushita                  | Japon                  | 1958 |
| Diary of a Nurse (Hu shi ri ji)                   | Tao Jin                          | Chine                  | 1957 |
| Ils aimaient la vie (Kanał)                       | Andrzej Wajda                    | Pologne                | 1957 |
| Les Amours d'une blonde (Lásky jedné plavovlásky) | Miloš Forman                     | Tchécoslovaquie        | 1965 |
| Miracle à Milan (Miracolo a Milano)               | Vittorio De Sica                 | Italie                 | 1951 |
| Monsieur Klein                                    | Joseph Losey                     | France                 | 1976 |
| Moulin Rouge                                      | John Huston                      | États-Unis Royaume-Uni | 1952 |
| Nazarín                                           | Luis Buñuel                      | Mexique                | 1958 |
| Los olvidados                                     | Luis Buñuel                      | Mexique                | 1950 |
| Pasqualino (Pasqualino Settebellezze)             | Lina Wertmüller                  | Italie                 | 1975 |
| Plogoff, des pierres contre des fusils            | Nicole Le Garrec                 | France                 | 1980 |
| Shining (The Shining)                             | Stanley Kubrick                  | États-Unis Royaume-Uni | 1980 |
| La Caravane blanche (Tetri karavani)              | Eldar Chenguelaia, Tamaz Meliava | Géorgie                | 1964 |
| Toni                                              | Jean Renoir                      | France                 | 1935 |

##### Documentaires
| Titre                                                 | Réalisateur                    | Pays            |                                        |
| ----------------------------------------------------- | ------------------------------ | --------------- | -------------------------------------- |
| Cinecittà : I mestieri dei cinema Bernardo Bertolucci | Mario Sesti                    | Italie          | Conversations avec Bernardo Bertolucci |
| Forman vs. Forman                                     | Helena Trestíková, Jakub Hejna | Tchéquie France | Miloš Forman                           |
| Making Waves : The Art of Cinematic Sound             | Midge Costin                   | États-Unis      | Design sonore                          |
| La Passione di Anna Magnani                           | Enrico Cerasuolo               | Italie France   | Anna Magnani                           |
| Les Silences de Johnny                                | Pierre-William Glenn           | France          | Johnny Hallyday au cinéma              |

#### Cinéma de la Plage
| Titre                             | Réalisation             | Pays       | Date |
| --------------------------------- | ----------------------- | ---------- | ---- |
| Les 400 coups                     | François Truffaut       | France     | 1959 |
| Boyz N the Hood                   | John Singleton          | États-Unis | 1991 |
| La Cité de la peur                | Alain Berbérian         | France     | 1994 |
| The Doors                         | Oliver Stone            | États-Unis | 1991 |
| Easy Rider                        | Dennis Hopper           | États-Unis | 1969 |
| Haut les filles                   | François Armanet, Bayon | France     | 2019 |
| Mélodie en sous-sol               | Henri Verneuil          | France     | 1963 |
| Les Patriotes                     | Éric Rochant            | France     | 1994 |
| Tigre et Dragon (Wò Hǔ Cáng Lóng) | Ang Lee                 | Taïwan     | 2000 |

### Quinzaine des réalisateurs

#### Longs métrages
| Titre                                                                           | Réalisation           | Pays                              |
| ------------------------------------------------------------------------------- | --------------------- | --------------------------------- |
| Alice et le Maire                                                               | Nicolas Pariser       | France                            |
| Et puis nous danserons (And Then we Danced) (en compétition pour la Queer Palm) | Levan Akin            | Suède Géorgie                     |
| The Halt (Ang Hupa)                                                             | Lav Diaz              | Philippines                       |
| Dogs don't Wear Pants (Koirat eivät käytä housuja)                              | Jukka-Pekka Valkeapää | Finlande Lettonie                 |
| Song Without a Name (Canción sin nombre) (en compétition pour la Caméra d'or)   | Melina León           | Pérou Suisse                      |
| Le Daim (film d'ouverture)                                                      | Quentin Dupieux       | France                            |
| Ghost Tropic                                                                    | Bas Devos             | Belgique                          |
| Give Me Liberty                                                                 | Kirill Mikhanovsky    | États-Unis                        |
| First Love, le dernier yakuza (Hatsukoi)                                        | Takashi Miike         | Japon                             |
| To Live to Sing (Huo zhe chang zhe)                                             | Johnny Ma             | Chine France                      |
| The Lighthouse                                                                  | Robert Eggers         | Canada États-Unis                 |
| Lillian (en compétition pour la Caméra d'or)                                    | Andreas Horvath       | Autriche                          |
| Oleg                                                                            | Juris Kursietis       | Lettonie Belgique Lituanie France |
| On va tout péter                                                                | Lech Kowalski         | France                            |
| Les Particules (en compétition pour la Caméra d'or)                             | Blaise Harrison       | Suisse France                     |
| L'Orphelinat (Parwareshgah)                                                     | Shahrbanoo Sadat      | Danemark Afghanistan France       |
| Perdrix (en compétition pour la Caméra d'or)                                    | Erwan Le Duc          | France                            |
| For the Money (Por el dinero)                                                   | Alejo Moguillansky    | Argentine                         |
| Sick Sick Sick (Seu seu sangue) (en compétition pour la Caméra d'or)            | Alice Furtado         | Brésil Pays-Bas France            |
| Sortilège (Tlamess) (en compétition pour la Queer Palm)                         | Ala Eddine Slim       | Tunisie France                    |
| Une fille facile                                                                | Rebecca Zlotowski     | France                            |
| Wounds                                                                          | Babak Anvari          | Royaume-Uni                       |
| Yves (film de clôture)                                                          | Benoît Forgeard       | France                            |
| Zombi Child (en compétition pour la Queer Palm)                                 | Bertrand Bonello      | France                            |

#### Séances spéciales
| Titre               | Réalisation      | Pays       |
| ------------------- | ---------------- | ---------- |
| Red 11              | Robert Rodriguez | États-Unis |
| The Staggering Girl | Luca Guadagnino  | Italie     |

#### Courts métrages
| Titre | Réalisation                   | Pays                                |
| --- | ----------------------------- | ----------------------------------- |
| Deux sœurs qui ne sont pas sœurs (Two Sisters Who Are Not Sisters)                                           | Beatrice Gibson               | Royaume-Uni Allemagne Canada France |
| Les Extraordinaires Mésaventures de la jeune fille de pierre (The Marvelous Misadventures of the Stone Lady) | Gabriel Abrantes              | Portugal France                     |
| Grand Bouquet (en compétition pour la Queer Palm)                                                            | Nao Yoshigai                  | Japon                               |
| Stay Awake, Be Ready (Hãy Tỉnh Thức Và Sẵn Sàng)                                                             | An Pham Thien                 | Viêt Nam Corée du Sud États-Unis    |
| Je te tiens                                                                                                  | Sergio Caballero              | Espagne                             |
| Movements | Dahee Jeong                   | Corée du Sud                        |
| Olla | Ariane Labed                  | France Royaume-Uni                  |
| Piece of Meat                                                                                                | Jerrold Chong, Huang Junxiang | Singapour                           |
| Plaisir fantôme                                                                                              | Morgan Simon                  | France                              |
| That Which Is to Come Is Just a Promise                                                                      | Flatform                      | Italie Pays-Bas Nouvelle-Zélande    |

### Semaine de la critique

#### Longs métrages
| Titre                                                                                | Réalisation          | Pays               |
| ------------------------------------------------------------------------------------ | -------------------- | ------------------ |
| Abou Leila (en compétition pour la Caméra d'or)                                      | Amin Sidi-Boumédiène | Algérie            |
| La Danse du serpent (Ceniza Negra) (en compétition pour la Caméra d'or)              | Sofía Quirós Ubeda   | Costa Rica         |
| Un jour si blanc (Hvítur, Hvítur Dagur)                                              | Hlynur Pálmason      | Islande            |
| J'ai perdu mon corps (en compétition pour la Caméra d'or)                            | Jérémy Clapin        | France             |
| Nuestras Madres (en compétition pour la Caméra d'or)                                 | César Díaz           | Guatemala Belgique |
| Le Miracle du saint inconnu (The Unknown Saint) (en compétition pour la Caméra d'or) | Alaa Eddine Aljem    | Maroc              |
| Vivarium                                                                             | Lorcan Finnegan      | Irlande            |

#### Courts métrages
| Titre                                                      | Réalisation      | Pays       |
| ---------------------------------------------------------- | ---------------- | ---------- |
| Jour de fête (Dia de festa)                                | Sofia Bost       | Portugal   |
| The Trap (Fakh)                                            | Nada Riyadh      | Égypte     |
| Sans mauvaise intention (Ikki illa meint)                  | Andrias Høgenni  | Danemark   |
| Journey Through a Body (en compétition pour la Queer Palm) | Camille Degeye   | France     |
| Community Gardens (Kolektyviniai sodai)                    | Vytautas Katkus  | Lituanie   |
| Lucía en el limbo                                          | Valentina Maurel | Costa Rica |
| The Manila Lover (en compétition pour la Queer Palm)       | Johanna Pyykkö   | Norvège    |
| Mardi de 8 à 18                                            | Cécilia de Arce  | France     |
| She Runs (en compétition pour la Queer Palm)               | Qiu Yang         | Chine      |
| Le Dernier Voyage à la mer (Ultimul Drum Spre Mare)        | Adi Voicu        | Roumanie   |

#### Séances spéciales

##### Longs métrages
| Titre | Réalisation    | Pays     |
| --- | -------------- | -------- |
| Une mère incroyable (Litigante) (film d'ouverture)                                                        | Franco Lolli   | Colombie |
| Les héros ne meurent jamais (en compétition pour la Caméra d'or)                                          | Aude Léa Rapin | France   |
| Tu mérites un amour (en compétition pour la Caméra d'or et la Queer Palm)                                 | Hafsia Herzi   | France   |
| Séjour dans les Monts Fuchun (Chun jiang shui nuan) (film de clôture, en compétition pour la Caméra d'or) | Gu Xiaogang    | Chine    |

##### Courts métrages
| Titre                                                                       | Réalisation          | Pays        |
| --------------------------------------------------------------------------- | -------------------- | ----------- |
| Demonic                                                                     | Pia Borg             | Australie   |
| Naptha                                                                      | Moin Hussain         | Royaume-Uni |
| Please Speak Continuously and Describe Your Experiences as They Come to You | Brandon Cronenberg   | Canada      |
| Invisible Hero (Invisível Herói)                                            | Cristèle Alves Meira | Portugal    |
| Tenzo                                                                       | Katsuya Tomita       | Japon       |

### ACID
| Titre                                         | Réalisation                             | Pays                               |
| --------------------------------------------- | --------------------------------------- | ---------------------------------- |
| L'Angle mort                                  | Patrick Mario Bernard, Pierre Trividic  | France                             |
| Des hommes                                    | Alice Odiot, Jean-Robert Viallet        | France                             |
| Indianara (en compétition pour la Queer Palm) | Aude Chevalier-Beaumel, Marcelo Barbosa | Brésil                             |
| Kongo                                         | Hadrien La Vapeur, Corto Vaclav         | France                             |
| Mickey and the Bear                           | Annabelle Attanasio                     | États-Unis                         |
| Solo                                          | Artemio Benki                           | France Tchéquie Argentine Autriche |
| Rêves de jeunesse                             | Alain Raoust                            | France Portugal                    |
| Take Me Somewhere Nice                        | Ena Sendijarević                        | Pays-Bas Bosnie-Herzégovine        |
| Vif-Argent                                    | Stéphane Batut                          | France                             |

ACID Trip #3
| Titre                                                                 | Réalisation          | Pays                               |
| --------------------------------------------------------------------- | -------------------- | ---------------------------------- |
| Brève histoire de la planète verte (Breve historia del planeta verde) | Santiago Loza        | Argentine Brésil Allemagne Espagne |
| Las Vegas                                                             | Juan Villegas        | Argentine                          |
| Sangre Blanca                                                         | Barbara Sarasola-Day | Argentine                          |

### Écrans de Cannes Junior

#### Compétition
| Titre                                                                     | Réalisation                | Pays        |
| ------------------------------------------------------------------------- | -------------------------- | ----------- |
| 100 kilos d'étoiles                                                       | Marie-Sophie Chambon       | France      |
| Delfín                                                                    | Gaspar Scheuer             | Argentine   |
| Hope You'll Die Next Time :-) (Remélem legközelebb sikerül meghalnod :-)) | Mihály Schwechtje          | Hongrie     |
| Joel, une enfance en Patagonie (Joel)                                     | Carlos Sorín               | Argentine   |
| Just Charlie                                                              | Rebekah Fortune            | Royaume-Uni |
| Ma famille et le loup                                                     | Adriàn Garcia              | France      |
| Une Colonie                                                               | Geneviève Dulude-De Celles | Canada      |
| West of Sunshine                                                          | Jason Raftopoulos          | Australie   |

#### Hors compétition
| Titre                                        | Réalisation               | Pays   |
| -------------------------------------------- | ------------------------- | ------ |
| C'est quoi cette mamie ?! (film d'ouverture) | Gabriel Julien-Laferrière | France |

## Palmarès

### Palmarès officiel

#### Compétition
| Prix                            | Attribué à                                            | Pays                   |
| ------------------------------- | ----------------------------------------------------- | ---------------------- |
| Palme d'or (à l'unanimité)      | Parasite (기생충, Gisaengchung) de Bong Joon-ho       | Corée du Sud           |
| Grand prix                      | Atlantique de Mati Diop                               | Sénégal                |
| Prix d'interprétation masculine | Antonio Banderas pour Douleur et Gloire               | Espagne                |
| Prix d'interprétation féminine  | Emily Beecham pour Little Joe                         | Royaume-Uni États-Unis |
| Prix de la mise en scène        | Les frères Dardenne pour Le Jeune Ahmed               | Belgique               |
| Prix du scénario                | Céline Sciamma pour Portrait de la jeune fille en feu | France                 |
| Prix du jury (ex-æquo)          | Les Misérables de Ladj Ly                             | France                 |
| Prix du jury (ex-æquo)          | Bacurau de Kleber Mendonça Filho et Juliano Dornelles | Brésil                 |
| Mention spéciale                | It Must Be Heaven de Elia Suleiman                    | Palestine              |
| Palme d'or du court métrage     | La Distance entre le ciel et nous de Vasílis Kekátos  | Grèce France           |
| Palme d'honneur                 | Alain Delon                                           | France                 |

#### Caméra d'or
| Prix        | Attribué à                    | Pays               |
| ----------- | ----------------------------- | ------------------ |
| Caméra d'or | Nuestras madres de César Díaz | Guatemala Belgique |

#### Un certain regard
| Prix                      | Attribué à                                                                               | Pays       |
| ------------------------- | ---------------------------------------------------------------------------------------- | ---------- |
| Prix Un certain regard    | La Vie invisible d'Eurídice Gusmão (A Vida Invisível de Eurídice Gusmão) de Karim Aïnouz | Brésil     |
| Prix du jury              | Viendra le feu (O que arde) de Oliver Laxe                                               | Espagne    |
| Prix d'interprétation     | Chiara Mastroianni pour Chambre 212                                                      | France     |
| Prix de la mise en scène  | Kantemir Balagov pour Une grande fille (Дылда)                                           | Russie     |
| Prix spécial du jury      | Liberté (Personalien) de Albert Serra                                                    | Espagne    |
| Mention spéciale du jury  | Jeanne de Bruno Dumont                                                                   | France     |
| Prix Coup de cœur du jury | La Femme de mon frère de Monia Chokri                                                    | Canada     |
| Prix Coup de cœur du jury | The Climb de Michael Covino                                                              | États-Unis |

#### Cinéfondation
| Prix     | Attribué à                                   | École                                                           |
| -------- | -------------------------------------------- | --------------------------------------------------------------- |
| 1er prix | Mano a mano de Louise Courvoisier            | CinéFabrique, France                                            |
| 2e prix  | Hiếu de Richard Van                          | CalArts, États-Unis                                             |
| 3e prix  | Ambience de Wisam Al Jafari                  | Dar al-Kalima University College of Arts and Culture, Palestine |
| 3e prix  | The Little Soul (Duszyczka) de Barbara Rupik | École nationale de cinéma de Łódź, Pologne                      |

### Quinzaine des réalisateurs
| Prix                       | Attribué à                                                        | Pays       |
| -------------------------- | ----------------------------------------------------------------- | ---------- |
| Prix SACD                  | Une fille facile de Rebecca Zlotowski                             | France     |
| Label Europa Cinemas       | Alice et le Maire de Nicolas Pariser                              | France     |
| Prix Illy du court métrage | Stay Awake, Be Ready (Hãy Tỉnh Thức Và Sẵn Sàng) de An Pham Thien | Viêt Nam   |
| Carrosse d'or              | John Carpenter                                                    | États-Unis |

### Semaine de la critique
| Prix                                              | Attribué à                                                                             | Pays      |
| ------------------------------------------------- | -------------------------------------------------------------------------------------- | --------- |
| Grand prix Nespresso de la semaine de la critique | J'ai perdu mon corps de Jérémy Clapin                                                  | France    |
| Prix Louis Roederer de la révélation              | Ingvar E. Sigurðsson pour A White, White Day (Hvítur, Hvítur Dagur) de Hlynur Pálmason | Islande   |
| Prix SACD                                         | Our Mothers (Nuestras Madres) de César Díaz                                            | Guatemala |
| Aide Fondation Gan pour la diffusion              | Vivarium de Lorcan Finnegan                                                            | Irlande   |
| Prix Découverte Leitz Cine du court métrage       | She Runs de Qiu Yang                                                                   | Chine     |
| Prix Canal+ du court métrage                      | Sans mauvaise intention (Ikki illa meint) de Andrias Høgenni                           | Danemark  |

### Autres prix
| Prix                                         | Prix                               | Attribué à                                                                                       | Pays         |
| -------------------------------------------- | ---------------------------------- | ------------------------------------------------------------------------------------------------ | ------------ |
| Prix FIPRESCI                                | Compétition                        | It Must Be Heaven de Elia Suleiman                                                               | Palestine    |
| Prix FIPRESCI                                | Un certain regard                  | Une grande fille (Дылда) de Kantemir Balagov                                                     | Russie       |
| Prix FIPRESCI                                | Quinzaine des réalisateurs         | The Lighthouse de Robert Eggers                                                                  | Canada       |
| Prix du jury œcuménique                      | Prix du jury œcuménique            | Une vie cachée (A Hidden Life) de Terrence Malick                                                | États-Unis   |
| L'Œil d'or                                   | Prix de L'Œil d'or ex-aequo        | For Sama de Waad Al Kateab et Edward Watts                                                       | Syrie        |
| L'Œil d'or                                   | Prix de L'Œil d'or ex-aequo        | La Cordillère des songes (La Cordillera de los sueños) de Patricio Guzmán                        | Chili        |
| Prix François-Chalais                        | Prix François-Chalais              | Une vie cachée (A Hidden Life) de Terrence Malick                                                | États-Unis   |
| Queer Palm                                   | Queer Palm                         | Portrait de la jeune fille en feu de Céline Sciamma                                              | France       |
| Queer Palm                                   | Queer Palm Hornet du court-métrage | La Distance entre le ciel et nous de Vasílis Kekátos                                             | Grèce France |
| Prix de l'AFCAE                              | Prix de l'AFCAE                    | Parasite (기생충 - Gisaengchung) de Bong Joon-ho                                                 | Corée du Sud |
| Prix de l'AFCAE                              | Mention spéciale                   | Les Misérables de Ladj Ly                                                                        | France       |
| Cannes Soundtrack Award                      | Disque d'Or                        | Alberto Iglesias pour Douleur et Gloire (Dolor y Gloria)                                         | Espagne      |
| Cannes Soundtrack Award                      | Disque d'Or d'honneur              | Jean-Michel Blais pour Matthias et Maxime                                                        | Canada       |
| Prix CST de l'Artiste-Technicien             | Prix CST de l'Artiste-Technicien   | Flora Volpelière pour le montage et Julien Poupard pour la lumière et le cadre de Les Misérables | France       |
| Prix CST de l'Artiste-Technicien             | Mention spéciale                   | Claire Mathon pour la photographie de Portrait de la jeune fille en feu et Atlantique            | France       |
| Palme Dog                                    | Palme Dog                          | Brandy pour Once Upon a Time… in Hollywood                                                       | États-Unis   |
| Prix Pierre-Angénieux                        | Prix Pierre-Angénieux              | Bruno Delbonnel                                                                                  | France       |
| Trophée Chopard                              | Révélation féminine                | Florence Pugh                                                                                    | Royaume-Uni  |
| Trophée Chopard                              | Révélation masculine               | François Civil                                                                                   | France       |
| Meilleurs films des agrégateurs de critiques | Le Film français                   | Douleur et Gloire (Dolor y Gloria) de Pedro Almodovar                                            | Espagne      |
| Meilleurs films des agrégateurs de critiques | Screen International               | Parasite (기생충 - Gisaengchung) de Bong Joon-ho                                                 | Corée du Sud |